# Sant Genèst de Champespa
Saint-Genès-Champespe és un municipi francès situat al departament del Puèi Domat i a la regió d'Alvèrnia-Roine-Alps. L'any 2007 tenia 236 habitants.

## Demografia

### Població
El 2007 la població de fet de Saint-Genès-Champespe era de 236 persones. Hi havia 100 famílies de les quals 36 eren unipersonals (20 homes vivint sols i 16 dones vivint soles), 28 parelles sense fills, 28 parelles amb fills i 8 famílies monoparentals amb fills.
La població ha evolucionat segons el següent gràfic:
Habitants censats

### Habitatges
El 2007 hi havia 244 habitatges, 108 eren l'habitatge principal de la família, 101 eren segones residències i 35 estaven desocupats. 232 eren cases i 10 eren apartaments. Dels 108 habitatges principals, 85 estaven ocupats pels seus propietaris, 19 estaven llogats i ocupats pels llogaters i 4 estaven cedits a títol gratuït; 1 tenia una cambra, 10 en tenien dues, 38 en tenien tres, 24 en tenien quatre i 35 en tenien cinc o més. 54 habitatges disposaven pel capbaix d'una plaça de pàrquing. A 51 habitatges hi havia un automòbil i a 33 n'hi havia dos o més.

### Piràmide de població
La piràmide de població per edats i sexe el 2009 era:
| Homes | Edats   | Dones |
| ----- | ------- | ----- |
| 4     | 95 o +  | 0     |
| 0     | 90 a 94 | 4     |
| 0     | 85 a 89 | 16    |
| 0     | 80 a 84 | 8     |
| 8     | 75 a 79 | 4     |
| 4     | 70 a 74 | 8     |
| 8     | 65 a 69 | 20    |
| 12    | 60 a 64 | 8     |
| 8     | 55 a 59 | 4     |
| 8     | 50 a 54 | 8     |
| 4     | 45 a 49 | 8     |
| 8     | 40 a 44 | 4     |
| 12    | 35 a 39 | 8     |
| 8     | 30 a 34 | 8     |
| 4     | 25 a 29 | 4     |
| 8     | 20 a 24 | 4     |
| 0     | 15 a 19 | 4     |
| 0     | 10 a 14 | 8     |
| 8     | 5 a 9   | 8     |
| 8     | 0 a 4   | 4     |

## Economia
El 2007 la població en edat de treballar era de 132 persones, 88 eren actives i 44 eren inactives. De les 88 persones actives 87 estaven ocupades (51 homes i 36 dones) i 1 aturada (1 home). De les 44 persones inactives 19 estaven jubilades, 7 estaven estudiant i 18 estaven classificades com a «altres inactius».

### Ingressos
El 2009 a Saint-Genès-Champespe hi havia 106 unitats fiscals que integraven 223 persones, la mediana anual d'ingressos fiscals per persona era de 12.566 €.

### Activitats econòmiques
Dels 17 establiments que hi havia el 2007, 1 era d'una empresa de fabricació d'altres productes industrials, 8 d'empreses de construcció, 5 d'empreses de comerç i reparació d'automòbils, 1 d'una empresa de transport i 2 d'empreses d'hostatgeria i restauració.
Dels 7 establiments de servei als particulars que hi havia el 2009, 1 era un guixaire pintor, 3 fusteries, 2 lampisteries i 1 electricista.
L'any 2000 a Saint-Genès-Champespe hi havia 25 explotacions agrícoles.

## Poblacions més properes
El següent diagrama mostra les poblacions més properes.